# گیمنج
گیمنج یک روستا در ایران است که در دهستان جلگه ماژان شهرستان خوسف واقع شده‌است. گیمنج ۱۸ نفر جمعیت دارد.